# Nederlandse Vereniging voor Kartografie
De Nederlandse Vereniging voor Kartografie
(NVK) werd in 1975 opgericht als voortzetting van de in 1958 opgerichte 'Kartografische sectie' van het Koninklijk Nederlands Aardrijkskundig Genootschap (KNAG). In 2003 fuseerde de vereniging met geodetische en landmeetkundige verenigingen en ging op in Geo-Informatie Nederland (GIN). Vanaf 1958 was de NVK, c.q. haar voorganger, lid van de 'International Cartographic Association'; dat lidmaatschap is overgenomen door GIN.
De collectie kaarten van de NVK (ongeveer 875 kaarten uit de periode 1900-1999) is in 2000 overgedragen aan de Bijzondere Collecties Universiteitsbibliotheek Utrecht.

## Geschiedenis
In 1958 ontstond de 'Kartografische Sectie' binnen de KNAG, om de praktijk van de cartografen te verrijken met theorievorming en onderwijs. Dit gebeurde door de oprichting van leerstoelen in de cartografie in Enschede (ITC) en aan de Universiteit Utrecht en een lectoraat aan de Technische Universiteit Delft. Deze ontwikkelingen vonden hun weerslag in de tijdschriften Kartografie en Kaartbulletin.
Op 31 januari 1975 werd de oprichtingsvergadering van de NVK gehouden in de Universiteitsbibliotheek van Amsterdam, waarbij deze als zelfstandige beroepsvereniging voor cartografen werd gepresenteerd. Die verzelfstandiging was volgens de leden nodig vanwege "een groeiend isolement van de Kartografische Sectie binnen het KNAG, tot uitdrukking komend in een geringe deelname van geografen aan activiteiten van de Sectie en de slechts zwakke waardering voor kartografische artikelen in het Geografische tijdschrift". Dit betekende niet dat de vereniging zich van de KNAG afwendde, maar dat er een andere positie voor de cartografie in het vakgebied geografie werd voorzien. De NVK heeft zich gedurende haar bestaan vooral beijverd voor het realiseren van kartografische opleidingen op verschillende niveaus, zoals de PBNA-cursus Cartografisch Tekenen en de cartografie-opleiding aan de HTS voor de Bouwkunde in Utrecht en het contact tussen cartografen en kaartbeherende en kaartproducerende instellingen te intensiveren.
In 1991 bracht de vereniging het Kartografisch woordenboek uit.

## Werkgroepen
De NVK had verschillende werkgroepen, die bijdragen leverden aan het tijdschrift, andere publicaties, de studiedagen en de kartografendagen.:
- Werkgroep Kaartbeheer
- Werkgroep voor de Geschiedenis van de Kartografie
- Werkgroep Kartografische Terminologie
- Werkgroep Onderwijs & Onderzoek
- Werkgroep Nieuwe Visualisatie Technologie
- Werkgroep Kartografische Produktietechnieken
- Werkgroep Automatisering in de Kartografie

Hiervan is de werkgroep voor de geschiedenis van de kartografie nog actief, nu binnen Geo-Informatie Nederland.

## Publikaties
- Kartografie, Mededelingen van de Kartografische Sectie van het Koninklijke Nederlandsch Aardrijkskundig Genootschap. 1-68, 1958-1974. Online versie.
- Koninklijk Nederlandsch Aardrijkskundig Genootschap, Kartografische Sectie. Kaartbulletin. 1-37, 1961-1974. Online versie.
- Nederlandse Vereniging voor Kartografie. Kartografische tijdschrift. Vol. 1-29, 1975-2003. Online versie. ISSN 0167-5788.
- E.S. Bos ... [et al.] (Werkgroep Kartografische Terminologie, samenstelling). Kartografisch Woordenboek. Zwolle, Nederlandse Vereniging voor Kartografie, 1991. 155 p. Bevat Duitse, Engelse en Franse term-equivalenten. Online versie[dode link].
- Nederlandse Vereniging voor Kartografie. NVK publikatiereeks. No. 1-33, 1991-2002. ISSN 0926-5007. Voortgezet als: GIN publicatiereeks. No. 1-3, 2004-2007. ISSN 2452-3674